# Philippus Arabs

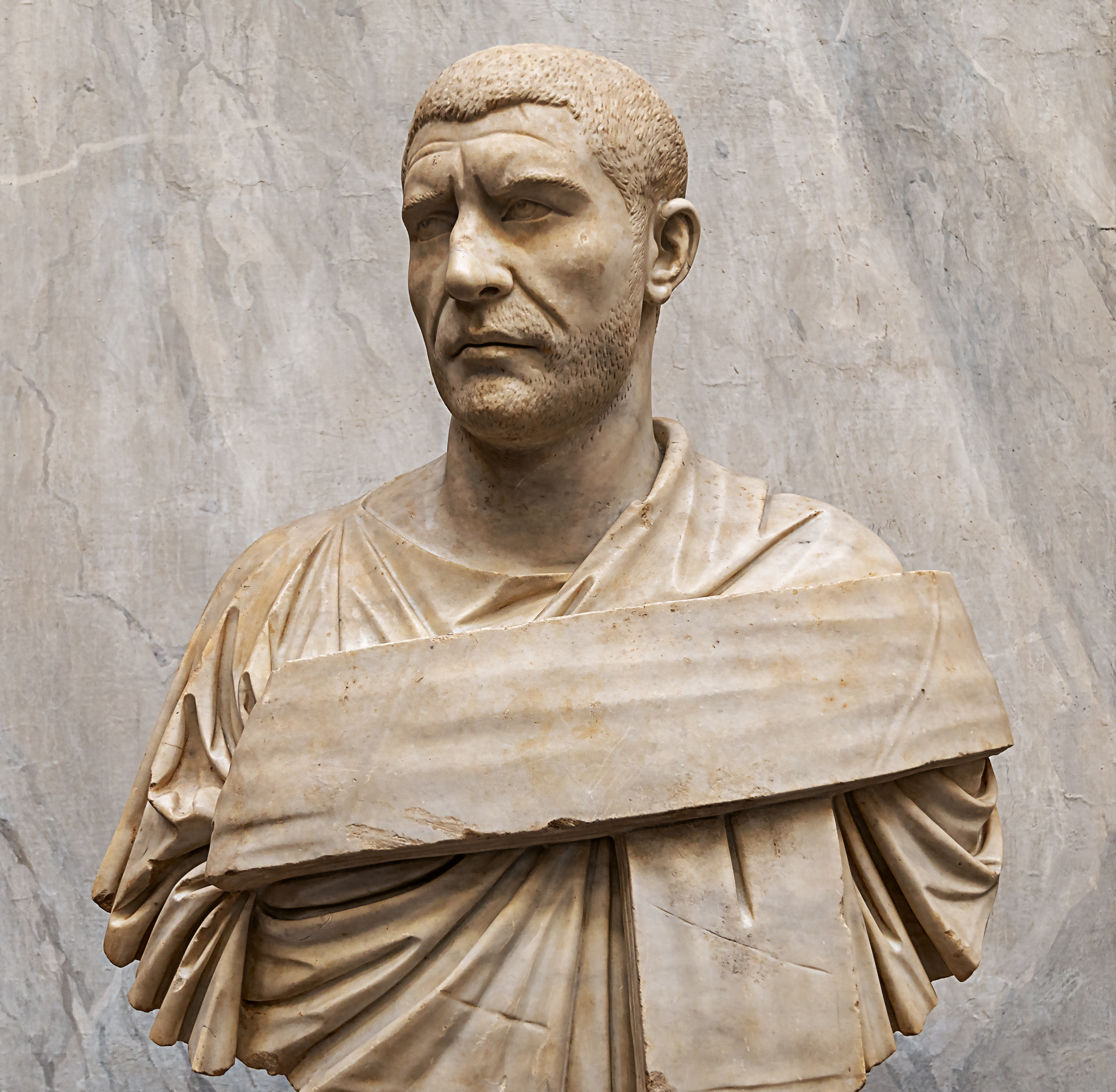
Büste des Philippus Arabs

Marcus Iulius Philippus (bekannt als Philippus Arabs „Philipp der Araber“, selten als Philippus I. bezeichnet; * um 204 in Schahba; † 249 bei Verona) war von 244 bis zu seinem Tod römischer Kaiser.

## Leben

### Aufstieg zum Kaiser
Philippus wurde in der Stadt Schahba, die später von ihm als Philippopolis neu gegründet wurde, in der Landschaft Trachonitis im heutigen Syrien geboren und stammte aus einer Familie mit arabischen Wurzeln. Sein Vater war Iulius Marinus, der möglicherweise ein arabischer Nomadenführer in römischen Diensten gewesen war. Trotz seiner relativ einfachen Herkunft stieg er in der römischen Berufsarmee schnell auf und brachte es unter Gordian III. zum Prätorianerpräfekten. Er heiratete Marcia Otacilia Severa, als er noch Offizier der Reitertruppen unter Gordian war. Nach dessen Tod, an dem er laut mehreren Quellen nicht ganz unschuldig gewesen sein soll (ob dies jedoch zutrifft, lässt sich nicht eindeutig beantworten und ist in der modernen Forschung auch umstritten; möglich ist, dass Gordian in der Schlacht von Mesiche gegen die Sassaniden fiel), ließ er sich 244 von der Armee zum Kaiser ausrufen. Er gilt als der erste römische Kaiser, der aus Arabia Petraea kam. Der römische Senat bestätigte notgedrungen die Entscheidung der Truppen und verlieh Philippus formal die Vollmachten eines princeps.

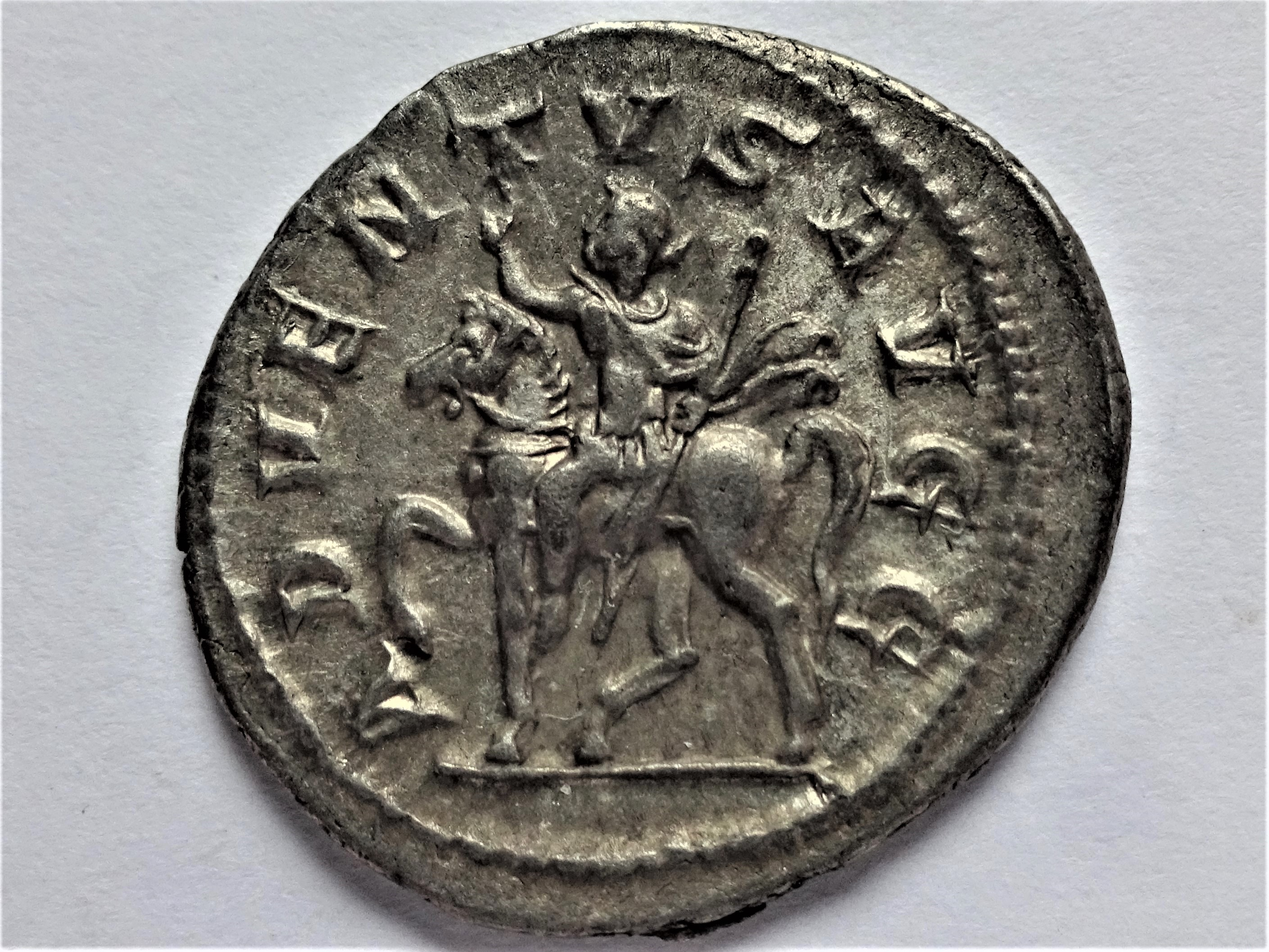
Rückseite eines Antoninian auf die Ankunft (Adventus) von Philipp und seinem Sohn in Rom, Kampmann 74.1, RIC 26

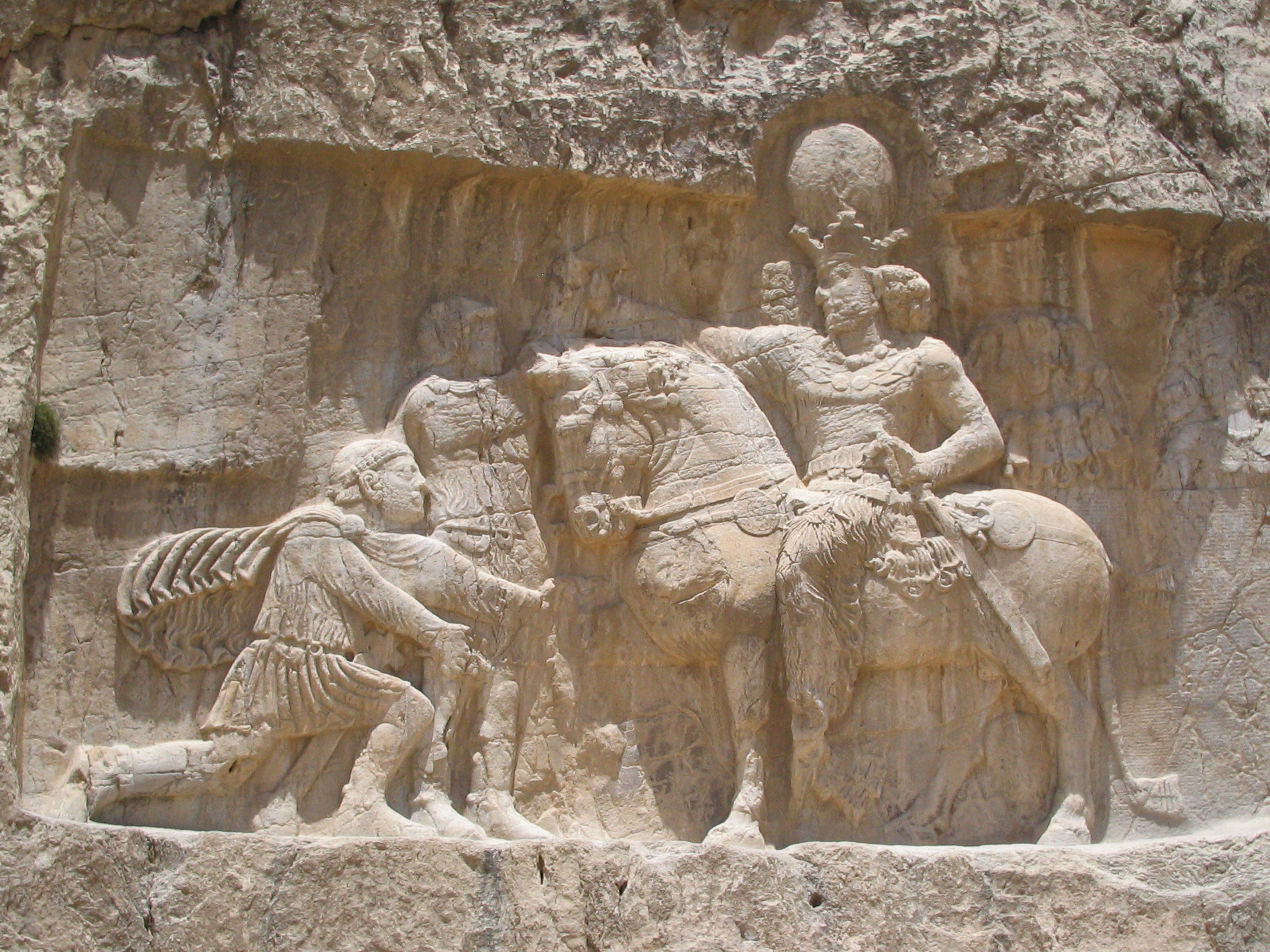
Triumphrelief Schapurs bei Naqsch-e Rostam: Vor dem Perserkönig (zu Pferd) kniet Kaiser Philippus Arabs; Kaiser Valerian steht neben Schapur, der ihn zum Zeichen der Gefangenschaft am Arm gepackt hat.

Gleich nach Amtsantritt schloss er einen Frieden mit den Sassaniden, der Rom zwar die Herrschaft über Armenien sowie 500.000 Goldstücke kostete, aber immerhin Unterarmenien und Nordmesopotamien vorerst sicherte. Schapur I. freilich sah sich eindeutig als Sieger, vor dem auf Reliefs bei Bischapur und Naqsch-e Rostam der römische Kaiser auf die Knie gesunken ist; auf einer Goldmünze und in den res gestae divi Saporis wurden die Römer als tributpflichtig bezeichnet. In der Tat war der Frieden für die Sassaniden deutlich vorteilhafter als für Rom. Das hielt Philippus allerdings nicht davon ab, sich seinerseits auf Münzen als Persersieger feiern zu lassen.
Philippus konnte so zwar die Lage an den römischen Grenzen im Osten beruhigen, vermochte es jedoch nicht, auch die wichtige Nordgrenze dauerhaft zu befrieden. Er machte seinen Bruder Gaius Iulius Priscus zum Prätorianerpräfekten und Statthalter der römischen Provinz Mesopotamia (Nordmesopotamien) und ernannte seinen Schwiegervater bzw. Schwager Severianus zum Statthalter in Moesia (Mösien). Diesem gelang es aber nicht, die Karpen dort zurückzuschlagen, die um die Jahreswende 244/245 plündernd die Donau überquerten. So zog Philippus Ende 245 selbst von Rom ins Grenzgebiet, wo er 246 zunächst die Germanen besiegte und dann im Jahr darauf die Karpen in Dacia (Dakien) zum Frieden zwang.

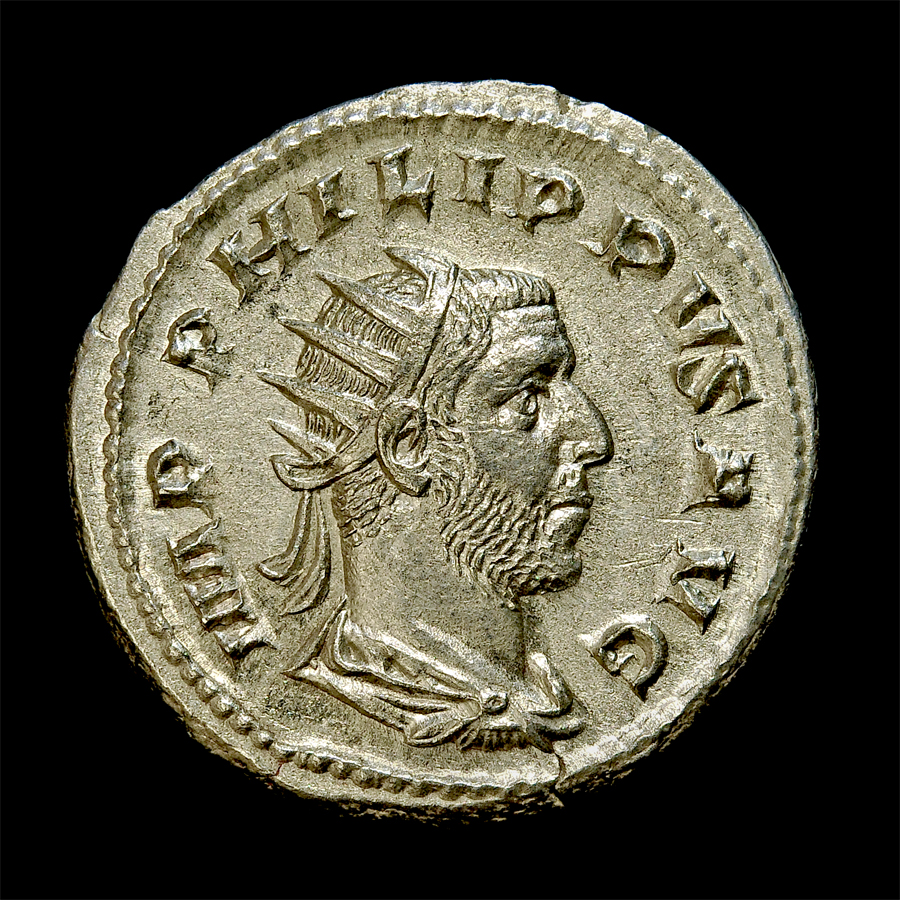
Antoninian des Philippus Arabs

### Die Tausendjahrfeier
Auch wenn er traditionell zu den Soldatenkaisern gezählt wird, stand Philippus doch klar in der Tradition der Severer und konnte dem Reich durchaus eine gewisse Stabilität geben: Von einer allgemeinen Reichskrise kann zumindest für seine Zeit noch nicht gesprochen werden. Im Jahr 248 wurde unter seiner Herrschaft die Tausendjahrfeier der Stadt Rom begangen, da nach römischer Zeitrechnung in diesem Jahr das elfte Jahrhundert begann. Zu diesem Anlass wurden Münzen mit dem Porträt des Philippus Arabs oder dem seiner Frau oder seines Sohnes Philippus Caesar auf dem Avers und verschiedenen Motiven und der Umschrift SAECVLARES AVGG auf dem Revers geprägt. Die Buchstaben AVGG mit zwei G zeigen an, dass diese Münzen im Namen beider Kaiser, also von Philippus Arabs und seinem Sohn, geprägt wurden.

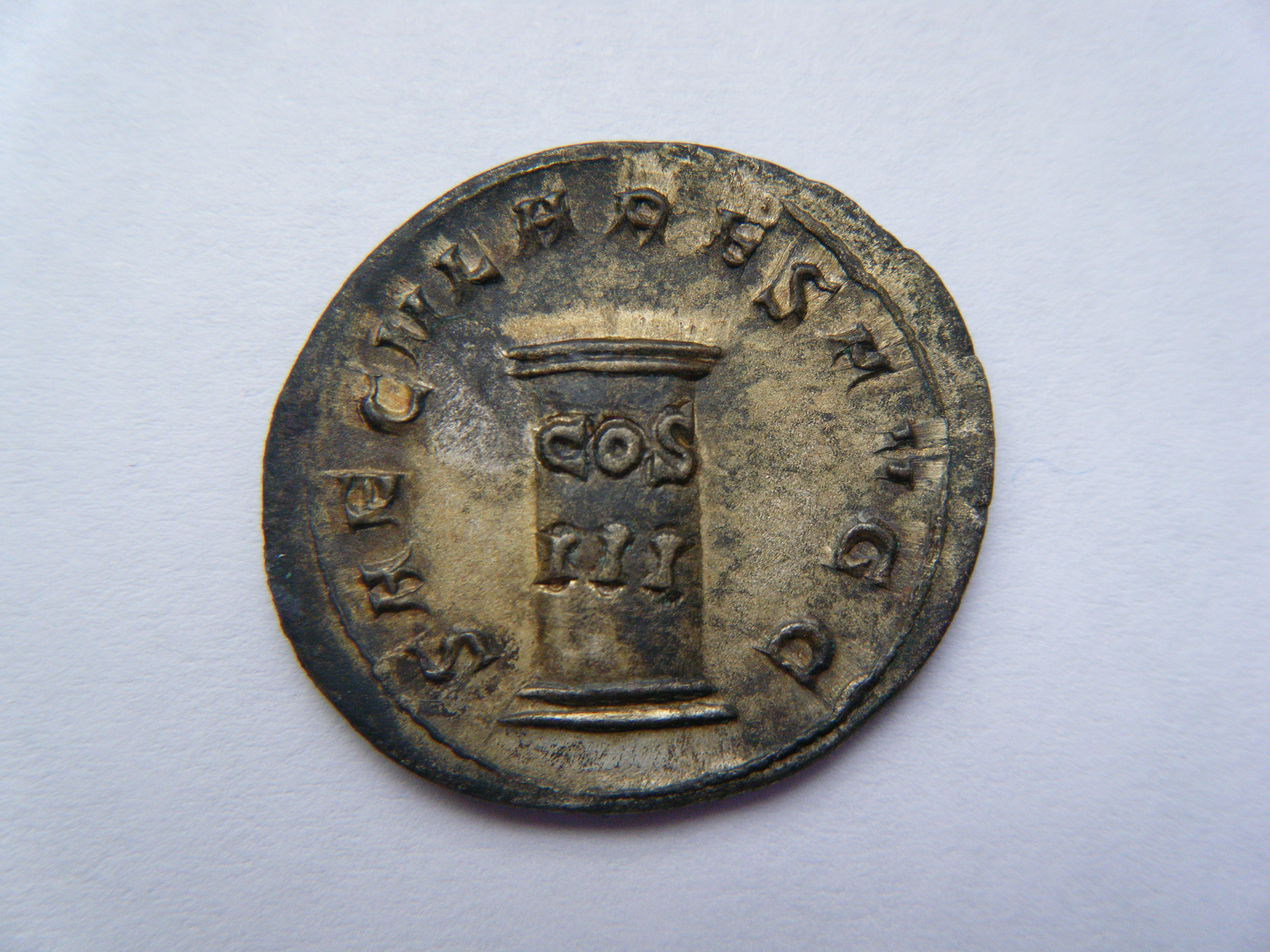
Rückseite einer Münze des Philippus Arabs zur Tausendjahrfeier

Tagelang dauerten die religiösen Feierlichkeiten, die mit überaus aufwändigen Gladiatorenkämpfen, Wagenrennen und Tierkämpfen einhergingen. Um das Großereignis auch gebührend feiern zu können, erhielt die Bevölkerung Roms vom Kaiser großzügige Geldgeschenke. Man propagierte den Beginn eines neuen Zeitalters, mit einer von Philippus begründeten Dynastie an der Spitze.

### Niederlage und Tod
Noch im Jahr der Feier erhoben Usurpatoren in den Provinzen Anspruch auf den Thron. Philippus war angeblich bereits im Begriff abzudanken, doch ist fraglich, ob diese Nachricht stimmt. Die Revolten verliefen aber im Sande, da ihre Anführer ermordet wurden, jedoch wurden Goten und Karpen ermutigt, in Moesia inferior (Niedermösien) einzufallen. Severianus war abermals mit der Verteidigung überfordert, woraufhin der Kaiser dem Senator Decius den Oberbefehl über Moesia und Pannonia (Pannonien) erteilte. Dieser konnte zwar rasch die Ordnung wiederherstellen, doch im Jahr 249 riefen ihn seine Legionen zum Kaiser aus. Es kam zu einer sehr blutigen Entscheidungsschlacht bei Verona, die Philippus trotz zahlenmäßiger Überlegenheit verlor. Bei diesem Gefecht kam er ums Leben; sein Sohn Philippus Caesar wurde später von den Prätorianern erschlagen. Decius wurde sein Nachfolger als Kaiser.

### Religion
Eusebius von Caesarea berichtet um 340 in seiner Kirchengeschichte, dass Philippus Arabs der erste römische Kaiser gewesen sei, der „bei der Ostervigil mit der Volksmenge an den Gebeten der Kirche […] als Christ“ habe teilnehmen wollen, dass ihn aber der Bischof erst, nachdem der Kaiser sich den Büßern zugesellt hatte, zur Messe zuließ. Allerdings ist diese Behauptung nach heutigem Forschungsstand völlig unglaubwürdig. Die Legende, Philippus sei Christ gewesen, entstand wohl, um den relativ toleranten Kaiser nachträglich von Decius abzugrenzen, der Ende 249 ein reichsweites Opfergebot erließ, das faktisch zu einer heftigen Christenverfolgung führte.